# Potatisgrouper
Potatisgrouper (Epinephelus tukula) är en art i familjen havsabborrfiskar som finns från västra Indiska oceanen och Röda havet till västra Stilla havet. 

## Utseende
En långsträckt men robust fisk med kraftigt huvud, stor mun med 2 till 6 rader tänder i underkäken och rak, sluttande panna. Kroppen är ljust brungrå med flera mörkbruna till svarta, tämligen stora fläckar med varierande form från runda, ovala till hantelformade (som med litet god vilja kan beskrivas som "potatisliknande", därav namnet). Även huvud och fenor har mindre, mörka fläckar. Stora individer kan vara nästan helt svarta. Som hos alla groupers är ryggfenan uppdelad i två delar; en främre, hård med taggstrålar (11 hos denna art, den 4:e eller 5:e längst), och en bakre, mjukare med mjukstrålar (14 – 15). Även analfenan är uppdelad, med 3 taggstrålar och 8 mjukstrålar. Bröstfenorna består endast av mjukstrålar, mellan 18 och 20 till antalet. Potatisgroupern är en stor fisk; som mest kan den bli 2 meter lång och väga 110 kg.

## Vanor
Arten lever vid korallrev; ungfiskarna uppehåller sig gärna på grunt vatten som tidvattensdammar och liknande, men de äldre fiskarna vistas på djup mellan 10 och 150 m. Födan består av andra revfiskar, rockor, krabbor och languster. Arten är revirhävdande och starkt aggressiv mot inkräktare.

### Fortplantning
Arten blir könsmogen vid en längd mellan 90 och 99 cm. Likt många andra groupers är den troligen hermafrodit med könsväxling.

## Betydelse för människan
Arten är en populär sportfisk som fångas på spö och med ljuster. Den senare metoden är dock förenad med stora risker för fiskaren. Ett mindre, kommersiellt fiske förekommer också.

## Status
IUCN klassificerar den som livskraftig ("LC"); några säkra data om populationernas utveckling finns dock inte, och IUCN anger överfiske och habitatförlust (bland annat på grund av olagliga fiskemetoder som nätfiske över korallrev och användning av sprängämne) som möjliga hot.

## Utbredning
Utbredningsområdet sträcker sig, fläckvis, från västra Indiska oceanen och Röda havet (Östafrika ner till KwaZulu-Natal i Sydafrika) till västra Stilla havet, söderut till norra Australien och norrut till södra Japan (där den dock är mycket sällsynt).